# Hylaeus ancoratus
Hylaeus ancoratus är en biart som först beskrevs av Cockerell 1912.  Hylaeus ancoratus ingår i släktet citronbin, och familjen korttungebin. Inga underarter finns listade i Catalogue of Life.